# Patrik Berger
Patrik Berger (Praga, 10 novembre 1973) è un ex calciatore ceco, di ruolo centrocampista.
Centrocampista esterno, fu finalista con la sua selezione al campionato d'Europa 1996. Ha militato in varie squadre europee, tra cui Borussia Dortmund e Liverpool. Secondo la rivista ceca Mladá fronta DNES è stato il 7º miglior calciatore ceco del decennio (1993-2003).

## Carriera

### Club
Nativo di Praga, nell'allora Cecoslovacchia, Patrik Berger mosse i primi passi nelle giovanili dello Sparta, prima di passare, a 18 anni, ai rivali cittadini dello Slavia. Dopo quattro stagioni nel campionato cecoslovacco prima, ceco poi (dal 1993), Berger fu chiamato in Germania nel Borussia Dortmund, in cui rimase una sola stagione (1995-1996), ma che segnò il suo primo successo da professionista in quanto la squadra si laureò campione della Bundesliga.
Le prestazioni messe in mostra durante il campionato d'Europa 1996 in Inghilterra, nel corso del quale Berger andò in gol nella finale contro i tedeschi, convinsero il Liverpool ad assicurarsi il giocatore, il cui trasferimento fu pagato 3,25 milioni di sterline (circa 5 milioni di euro). A dispetto delle doti fisiche e tecniche, gli anni di Berger ad Anfield furono costellati da infortuni e ricadute. Neppure la sua stagione più ricca di successi fu esente da problemi medici: nel 2001, infatti, anno in cui la squadra incamerò cinque trofei, Berger fu costretto a recarsi negli Stati Uniti per farsi risistemare un ginocchio in disordine, cosa che gli costò anche la perdita di parte della stagione 2001-2002.
Nel 2003 il contratto con il Liverpool giunse a scadenza e il club gli concesse il trasferimento a titolo gratuito al Portsmouth: nell'ultima stagione con il Liverpool Berger aveva giocato solo 4 incontri. Il debutto con il Portsmouth fu incoraggiante, goal e vittoria nella prima giornata di campionato contro l'Aston Villa, ma ancora una volta il ginocchio lo costrinse (febbraio 2004) ad assentarsi dai campi di gioco. Quando nel 2005 finì il contratto con il Portsmouth Berger aveva giocato 52 partite di Lega con 8 goal.
Trasferitosi all'Aston Villa nell'estate del 2005, nel primo anno Berger fece solo 9 apparizioni di campionato, a causa di un nuovo infortunio. Nel novembre del 2006 fu ceduto in prestito per un mese allo Stoke City (in Championship One, la seconda divisione inglese) affinché riacquistasse la forma completa. Tornato al Villa ristabilito, nell'aprile 2007, due anni dopo il suo ultimo goal, ha segnato nella partita contro il Blackburn (2-1) in Premier League e, poche settimane dopo, anche contro lo Sheffield United.
Nell'estate del 2007 Berger ha accettato di prolungare di un'ulteriore stagione il contratto che lo lega all'Aston Villa.
Il 29 maggio 2008 Berger è ritornato a Praga, firmando in contratto biennale con lo Sparta Praga. Il 6 gennaio 2010 si è ritirato a causa di un unfortunio da cui non è riuscito a riprendersi completamente.

### Nazionale
Con la Rep. Ceca Berger esordì nel 1993. Prese parte al campionato d'Europa 1996 in Inghilterra, nel quale arrivò fino alla finale e segnò un gol su rigore contro la Germania, poi vittoriosa. Fece anche parte della spedizione al campionato d'Europa 2000 in Belgio e Paesi Bassi, ma a causa degli infortuni rimediati nel campionato inglese fu  utilizzato solo in una partita del torneo. Nel corso della sua carriera ha giocato 44 partite con la maglia della nazionale ceca (l'ultima il 15 agosto 2001 a Drnovice contro la Corea del Sud vinta 5-0), condite da 18 goal.

## Statistiche

### Cronologia presenze e reti in nazionale
| Cronologia completa delle presenze e delle reti in nazionale ― Cecoslovacchia | Cronologia completa delle presenze e delle reti in nazionale ― Cecoslovacchia | Cronologia completa delle presenze e delle reti in nazionale ― Cecoslovacchia | Cronologia completa delle presenze e delle reti in nazionale ― Cecoslovacchia | Cronologia completa delle presenze e delle reti in nazionale ― Cecoslovacchia | Cronologia completa delle presenze e delle reti in nazionale ― Cecoslovacchia | Cronologia completa delle presenze e delle reti in nazionale ― Cecoslovacchia | Cronologia completa delle presenze e delle reti in nazionale ― Cecoslovacchia |
| Data                                                                          | Città                                                                         | In casa                                                                       | Risultato                                                                     | Ospiti                                                                        | Competizione                                                                  | Reti                                                                          | Note                                                                          |
| ----------------------------------------------------------------------------- | ----------------------------------------------------------------------------- | ----------------------------------------------------------------------------- | ----------------------------------------------------------------------------- | ----------------------------------------------------------------------------- | ----------------------------------------------------------------------------- | ----------------------------------------------------------------------------- | ----------------------------------------------------------------------------- |
| 24-3-1993                                                                     | Limisso                                                                       | Cipro                                                                         | 1 – 1                                                                         | Cecoslovacchia                                                                | Qual. Mondiali 1994                                                           | -                                                                             | 76’                                                                           |
| 16-6-1993                                                                     | Toftir                                                                        | Fær Øer                                                                       | 0 – 3                                                                         | Rep. Ceca                                                                     | Qual. Mondiali 1994                                                           | -                                                                             |                                                                               |
| Totale                                                                        |                                                                               | Presenze                                                                      | 2                                                                             |                                                                               | Reti                                                                          | 0                                                                             |                                                                               |

| Cronologia completa delle presenze e delle reti in nazionale ― Rep. Ceca | Cronologia completa delle presenze e delle reti in nazionale ― Rep. Ceca | Cronologia completa delle presenze e delle reti in nazionale ― Rep. Ceca | Cronologia completa delle presenze e delle reti in nazionale ― Rep. Ceca | Cronologia completa delle presenze e delle reti in nazionale ― Rep. Ceca | Cronologia completa delle presenze e delle reti in nazionale ― Rep. Ceca | Cronologia completa delle presenze e delle reti in nazionale ― Rep. Ceca | Cronologia completa delle presenze e delle reti in nazionale ― Rep. Ceca |
| Data                                                                     | Città                                                                    | In casa                                                                  | Risultato                                                                | Ospiti                                                                   | Competizione                                                             | Reti                                                                     | Note                                                                     |
| ------------------------------------------------------------------------ | ------------------------------------------------------------------------ | ------------------------------------------------------------------------ | ------------------------------------------------------------------------ | ------------------------------------------------------------------------ | ------------------------------------------------------------------------ | ------------------------------------------------------------------------ | ------------------------------------------------------------------------ |
| 17-8-1994                                                                | Bordeaux                                                                 | Francia                                                                  | 2 – 2                                                                    | Rep. Ceca                                                                | Amichevole                                                               | -                                                                        | 66’                                                                      |
| 6-9-1994                                                                 | Ostrava                                                                  | Rep. Ceca                                                                | 6 – 1                                                                    | Malta                                                                    | Qual. Euro 1996                                                          | 1                                                                        | 83’                                                                      |
| 16-11-1994                                                               | Rotterdam                                                                | Paesi Bassi                                                              | 0 – 0                                                                    | Rep. Ceca                                                                | Qual. Euro 1996                                                          | -                                                                        | 75’                                                                      |
| 8-3-1995                                                                 | Brno                                                                     | Rep. Ceca                                                                | 4 – 1                                                                    | Finlandia                                                                | Amichevole                                                               | 2                                                                        |                                                                          |
| 29-3-1995                                                                | Ostrava                                                                  | Rep. Ceca                                                                | 4 – 2                                                                    | Bielorussia                                                              | Qual. Euro 1996                                                          | 2                                                                        |                                                                          |
| 26-4-1995                                                                | Praga                                                                    | Rep. Ceca                                                                | 3 – 1                                                                    | Paesi Bassi                                                              | Qual. Euro 1996                                                          | 1                                                                        |                                                                          |
| 7-6-1995                                                                 | Lussemburgo                                                              | Lussemburgo                                                              | 1 – 0                                                                    | Rep. Ceca                                                                | Qual. Euro 1996                                                          | -                                                                        |                                                                          |
| 16-8-1995                                                                | Oslo                                                                     | Norvegia                                                                 | 1 – 1                                                                    | Rep. Ceca                                                                | Qual. Euro 1996                                                          | -                                                                        | 46’                                                                      |
| 7-10-1995                                                                | Minsk                                                                    | Bielorussia                                                              | 0 – 2                                                                    | Rep. Ceca                                                                | Qual. Euro 1996                                                          | 1                                                                        | 73’                                                                      |
| 15-11-1995                                                               | Praga                                                                    | Rep. Ceca                                                                | 3 – 0                                                                    | Lussemburgo                                                              | Qual. Euro 1996                                                          | 1                                                                        | 82’                                                                      |
| 24-4-1996                                                                | Praga                                                                    | Rep. Ceca                                                                | 2 – 0                                                                    | Irlanda                                                                  | Amichevole                                                               | -                                                                        |                                                                          |
| 29-5-1996                                                                | Salisburgo                                                               | Austria                                                                  | 1 – 0                                                                    | Rep. Ceca                                                                | Amichevole                                                               | -                                                                        | 46’                                                                      |
| 1-6-1996                                                                 | Basilea                                                                  | Svizzera                                                                 | 1 – 2                                                                    | Rep. Ceca                                                                | Amichevole                                                               | -                                                                        | 58’                                                                      |
| 9-6-1996                                                                 | Manchester                                                               | Rep. Ceca                                                                | 0 – 2                                                                    | Germania                                                                 | Euro 1996 - 1º turno                                                     | -                                                                        | 46’                                                                      |
| 14-6-1996                                                                | Liverpool                                                                | Rep. Ceca                                                                | 2 – 1                                                                    | Italia                                                                   | Euro 1996 - 1º turno                                                     | -                                                                        | 64’                                                                      |
| 19-6-1996                                                                | Liverpool                                                                | Rep. Ceca                                                                | 3 – 3                                                                    | Russia                                                                   | Euro 1996 - 1º turno                                                     | -                                                                        | 90’                                                                      |
| 23-6-1996                                                                | Birmingham                                                               | Portogallo                                                               | 0 – 1                                                                    | Rep. Ceca                                                                | Euro 1996 - Quarti di finale                                             | -                                                                        | 90’                                                                      |
| 26-6-1996                                                                | Manchester                                                               | Rep. Ceca                                                                | 0 – 0 dts (6 – 5 dtr)                                                    | Francia                                                                  | Euro 1996 - Semifinali                                                   | -                                                                        | 46’                                                                      |
| 30-6-1996                                                                | Londra                                                                   | Rep. Ceca                                                                | 1 – 2 gg                                                                 | Germania                                                                 | Euro 1996 - Finale                                                       | 1                                                                        | [ 6 ]                                                                    |
| 18-9-1996                                                                | Teplice                                                                  | Rep. Ceca                                                                | 6 – 0                                                                    | Malta                                                                    | Qual. Mondiali 1998                                                      | 2                                                                        |                                                                          |
| 9-10-1996                                                                | Praga                                                                    | Rep. Ceca                                                                | 0 – 0                                                                    | Spagna                                                                   | Qual. Mondiali 1998                                                      | -                                                                        |                                                                          |
| 10-11-1996                                                               | Belgrado                                                                 | Jugoslavia                                                               | 1 – 0                                                                    | Rep. Ceca                                                                | Qual. Mondiali 1998                                                      | -                                                                        |                                                                          |
| 26-2-1997                                                                | Poděbrady                                                                | Rep. Ceca                                                                | 4 – 1                                                                    | Bielorussia                                                              | Amichevole                                                               | 1                                                                        | 35’                                                                      |
| 2-4-1997                                                                 | Praga                                                                    | Rep. Ceca                                                                | 1 – 2                                                                    | Jugoslavia                                                               | Qual. Mondiali 1998                                                      | -                                                                        | 46’                                                                      |
| 6-9-1998                                                                 | Toftir                                                                   | Fær Øer                                                                  | 0 – 1                                                                    | Rep. Ceca                                                                | Qual. Euro 2000                                                          | -                                                                        | 55’                                                                      |
| 10-10-1998                                                               | Sarajevo                                                                 | Bosnia ed Erzegovina                                                     | 1 – 3                                                                    | Rep. Ceca                                                                | Qual. Euro 2000                                                          | -                                                                        |                                                                          |
| 14-10-1998                                                               | Teplice                                                                  | Rep. Ceca                                                                | 4 – 1                                                                    | Estonia                                                                  | Qual. Euro 2000                                                          | 2                                                                        |                                                                          |
| 18-11-1998                                                               | Londra                                                                   | Inghilterra                                                              | 2 – 0                                                                    | Rep. Ceca                                                                | Amichevole                                                               | -                                                                        |                                                                          |
| 27-3-1999                                                                | Teplice                                                                  | Rep. Ceca                                                                | 2 – 0                                                                    | Lituania                                                                 | Qual. Euro 2000                                                          | 1                                                                        |                                                                          |
| 31-3-1999                                                                | Glasgow                                                                  | Scozia                                                                   | 1 – 2                                                                    | Rep. Ceca                                                                | Qual. Euro 2000                                                          | -                                                                        |                                                                          |
| 5-6-1999                                                                 | Tallinn                                                                  | Estonia                                                                  | 0 – 2                                                                    | Rep. Ceca                                                                | Qual. Euro 2000                                                          | 1                                                                        |                                                                          |
| 9-6-1999                                                                 | Praga                                                                    | Rep. Ceca                                                                | 3 – 2                                                                    | Scozia                                                                   | Qual. Euro 2000                                                          | -                                                                        |                                                                          |
| 4-9-1999                                                                 | Vilnius                                                                  | Lituania                                                                 | 0 – 4                                                                    | Rep. Ceca                                                                | Qual. Euro 2000                                                          | -                                                                        |                                                                          |
| 8-9-1999                                                                 | Teplice                                                                  | Rep. Ceca                                                                | 3 – 0                                                                    | Bosnia ed Erzegovina                                                     | Qual. Euro 2000                                                          | 1                                                                        |                                                                          |
| 9-10-1999                                                                | Praga                                                                    | Rep. Ceca                                                                | 2 – 0                                                                    | Fær Øer                                                                  | Qual. Euro 2000                                                          | -                                                                        | 60’                                                                      |
| 23-2-2000                                                                | Dublino                                                                  | Irlanda                                                                  | 3 – 2                                                                    | Rep. Ceca                                                                | Amichevole                                                               | -                                                                        | 72’                                                                      |
| 3-6-2000                                                                 | Norimberga                                                               | Germania                                                                 | 3 – 2                                                                    | Rep. Ceca                                                                | Amichevole                                                               | 1                                                                        | 79’                                                                      |
| 21-6-2000                                                                | Liegi                                                                    | Rep. Ceca                                                                | 2 – 0                                                                    | Danimarca                                                                | Euro 2000 - 1º turno                                                     | -                                                                        |                                                                          |
| 25-4-2001                                                                | Praga                                                                    | Rep. Ceca                                                                | 1 – 1                                                                    | Belgio                                                                   | Amichevole                                                               | -                                                                        | 46’                                                                      |
| 2-6-2001                                                                 | Copenaghen                                                               | Danimarca                                                                | 2 – 1                                                                    | Rep. Ceca                                                                | Qual. Mondiali 2002                                                      | -                                                                        |                                                                          |
| 6-6-2001                                                                 | Teplice                                                                  | Rep. Ceca                                                                | 3 – 1                                                                    | Irlanda del Nord                                                         | Qual. Mondiali 2002                                                      | -                                                                        |                                                                          |
| 15-8-2001                                                                | Drnovice                                                                 | Rep. Ceca                                                                | 5 – 0                                                                    | Corea del Sud                                                            | Amichevole                                                               | -                                                                        |                                                                          |
| Totale                                                                   |                                                                          | Presenze                                                                 | 42                                                                       |                                                                          | Reti                                                                     | 18                                                                       |                                                                          |

## Palmarès

### Club

#### Competizioni nazionali
- Campionato tedesco: 1

Borussia Dortmund: 1995-1996
- Supercoppa di Germania: 1

Borussia Dortmund: 1995
- Coppa d'Inghilterra: 1

Liverpool: 2000-2001
- Coppa di Lega inglese: 2

Liverpool: 2000-2001, 2002-2003
- Charity Shield: 1

Liverpool: 2001
- Campionato ceco: 1

Sparta Praga: 2009-2010

#### Competizioni internazionali
- Coppa UEFA: 1

Liverpool: 2000-2001
- Supercoppa UEFA: 1

Liverpool: 2001
- Coppa Piano Karl Rappan: 2

Slavia Praga: 1992, 1993

### Individuale
- Calciatore ceco dell'anno: 1

1996
- Zlatý míč: 1

1999
- Calciatore del mese in FA Premier League: 1

Settembre 1996-1997